# Marcello Forni
Marcello Forni (Modena, 11 agosto 1980) è un pallavolista italiano.
Gioca nel ruolo di centrale.

## Carriera
La carriera di Marcello Forni inizia nel 1996 nelle giovanili della Pallavolo Modena, club con cui esordisce poi nella stagione successiva in Serie A1 e a cui resta legato fino al termine del campionato 2000-01, anche se in questo lasso di tempo gioca qualche partita in Serie B1 con il Provenza Sassuolo nella stagione 1998-99 e ceduto in prestito nella stagione 1999-00 al GSVF Marconi Reggio Emilia, sempre in Serie B1.
Nella stagione 2001-02 passa all'AdriaVolley Trieste, in Serie A2, dove gioca per due campionati, mentre nella stagione 2003-04 ritorna nel massimo campionato italiano con l'Associazione Sportiva Pinuccio Capurso Volley Gioia. Nell'annata 2004-05 veste la maglia del Volley Lupi Santa Croce, in serie cadetta, con cui vince la Coppa Italia di Serie A2 ed ottiene la promozione in Serie A1.
Dopo una stagione nuovamente nella squadra modenese, a partire dalla stagione 2006-07 inizia un lungo sodalizio con la Gabeca Pallavolo di Montichiari, restando nella società lombarda per sette annate, anche quando sposta la propria sede a Monza; con la nazionale vince la medaglia d'oro ai XVI Giochi del Mediterraneo di Pescara.
Nella stagione 2012-13 viene ingaggiato dalla Callipo Sport di Vibo Valentia, con cui resta anche quando la squadra decide, nella stagione 2014-15, di non disputare più la Serie A1 ma quella cadetta: vince quindi la Coppa Italia di Serie A2 2014-15, successo bissato anche nell'edizione successiva.
Ritorna nella massima serie italiana per il campionato 2016-17 vestendo la maglia del Volley Milano: tuttavia, trovato positivo all'antidoping, la società decide di rescindere il contratto.

## Palmarès

### Club
- Coppa Italia di Serie A2: 3

2004-05, 2014-15, 2015-16

### Nazionale (competizioni minori)
- Giochi del Mediterraneo 2009